# 12e étape du Tour de France 2000
Pour un article plus général, voir Tour de France 2000.
La 12e étape du Tour de France 2000 a eu lieu le 13 juillet 2000 entre Carpentras et le Mont Ventoux sur une distance de 149 km. Elle a été remportée par l'Italien Marco Pantani (Mercatone Uno) devant l'Américain Lance Armstrong (US Postal Service) et l'Espagnol Joseba Beloki (Festina).

## Profil et parcours
Cette étape se passe intégralement dans le département du Vaucluse. Trois côtes de seconde catégorie sont à franchir. La côte de Mormoiron plus courte a le plus fort pourcentage, avant d'entamer l'ascension du Mont Ventoux.

## Récit
Le peloton est groupé à la sortie de Carpentras. Jens Voigt est le premier à attaquer au km 7, des petits groupes se forment à l'avant du peloton mené par les US Postal ce qui provoque des cassures à cause du vent de côté. Après quelques kilomètres le peloton se reforme et reprend les attaquants. Christophe Agnolutto s'échappe dans le Col de Murs, il est suivi par un groupe de huit coureurs (avec José Luis Arrieta, José Vicente García Acosta, Pascal Hervé, Nicolas Jalabert, Andrei Kivilev, Nico Mattan, Santiago Botero, Alexandre Vinokourov), ils obtiennent un peu plus de quatre minutes d'avance sur le peloton emmené par US Postal, puis par Banesto. Dans les premiers kilomètres du Mont Ventoux, Tyler Hamilton emmène le groupe maillot jaune. Lorsque tous les échappés sont repris, Roberto Heras tente de partir mais Armstrong va le rejoindre et condamne toutes tentatives. Avec le maillot jaune, ne restent que Beloki, Botero, Heras, Ullrich et Virenque. Marco Pantani est à quelques dizaines de mètres derrière. Jan Ullrich emmène le groupe. Après le chalet Reynard, Pantani revient à l'avant et met plusieurs attaques pour parvenir à lâcher le groupe. Mais Virenque n'arrive pas à tenir le rythme d'Ullrich. Armstrong part rejoindre Pantani à grande vitesse, emmène l'Italien et lui laisse la victoire d'étape. Pantani est alors furieux d'avoir été pris en pitié par Armstrong et aurait préféré gagner l'étape à la pédale, ce qu'il fera quelques jours plus tard.

## Classement de l'étape
| \| Classement de l'étape \| Classement de l'étape \| Classement de l'étape \| Classement de l'étape \| Classement de l'étape \| \| Coureur \| Coureur \| Pays \| Équipe \| Temps \| \| --------------------- \| --------------------- \| --------------------- \| --------------------- \| --------------------- \| \| 1er \| Marco Pantani \| Italie \| Mercatone Uno-Albacom \| 4 h 15 min 11 s \| \| 2e \| Lance Armstrong \| États-Unis \| US Postal Service \| DQ \| \| 3e \| Joseba Beloki \| Espagne \| Festina \| + 25 s \| \| 4e \| Jan Ullrich \| Allemagne \| Deutsche Telekom \| + 29 s \| \| 5e \| Santiago Botero \| Colombie \| Kelme-Costa Blanca \| + 48 s \| \| 6e \| Roberto Heras \| Espagne \| Kelme-Costa Blanca \| + 48 s \| \| 7e \| Richard Virenque \| France \| Polti \| + 1 min 17 s \| \| 8e \| Francisco Mancebo \| Espagne \| Banesto \| + 1 min 23 s \| \| 9e \| Manuel Beltrán \| Espagne \| Mapei-Quick Step \| + 1 min 29 s \| \| 10e \| Christophe Moreau \| France \| Festina \| + 1 min 31 s \| |                   |            |                       |                 |
| |                   |            |                       |                 |
| |                   |            |                       |                 |
| Classement de l'étape |                   |            |                       |                 |
| Coureur | Coureur           | Pays       | Équipe                | Temps           |
| 1er | Marco Pantani     | Italie     | Mercatone Uno-Albacom | 4 h 15 min 11 s |
| 2e | Lance Armstrong   | États-Unis | US Postal Service     | DQ              |
| 3e | Joseba Beloki     | Espagne    | Festina               | + 25 s          |
| 4e | Jan Ullrich       | Allemagne  | Deutsche Telekom      | + 29 s          |
| 5e | Santiago Botero   | Colombie   | Kelme-Costa Blanca    | + 48 s          |
| 6e | Roberto Heras     | Espagne    | Kelme-Costa Blanca    | + 48 s          |
| 7e | Richard Virenque  | France     | Polti                 | + 1 min 17 s    |
| 8e | Francisco Mancebo | Espagne    | Banesto               | + 1 min 23 s    |
| 9e | Manuel Beltrán    | Espagne    | Mapei-Quick Step      | + 1 min 29 s    |
| 10e | Christophe Moreau | France     | Festina               | + 1 min 31 s    |

## Classement général
| \| Classement général \| Classement général \| Classement général \| Classement général \| Classement général \| \| Coureur \| Coureur \| Pays \| Équipe \| Temps \| \| ------------------ \| ------------------ \| ------------------ \| ------------------ \| ------------------ \| \| 1er \| Lance Armstrong \| États-Unis \| US Postal Service \| DQ \| \| 2e \| Jan Ullrich \| Allemagne \| Deutsche Telekom \| + 4 min 55 s \| \| 3e \| Joseba Beloki \| Espagne \| Festina \| + 5 min 52 s \| \| 4e \| Christophe Moreau \| France \| Festina \| + 6 min 53 s \| \| 5e \| Manuel Beltrán \| Espagne \| Mapei-Quick Step \| + 7 min 25 s \| \| 6e \| Richard Virenque \| France \| Polti \| + 8 min 28 s \| \| 7e \| Roberto Heras \| Espagne \| Kelme-Costa Blanca \| + 8 min 33 s \| \| 8e \| Francisco Mancebo \| Espagne \| Banesto \| + 9 min 42 s \| \| 9e \| Javier Otxoa \| Espagne \| Kelme-Costa Blanca \| + 9 min 46 s \| \| 10e \| Peter Luttenberger \| Autriche \| ONCE-Deutsche Bank \| + 10 min 01 s \| |                    |            |                    |               |
| |                    |            |                    |               |
| |                    |            |                    |               |
| Classement général |                    |            |                    |               |
| Coureur | Coureur            | Pays       | Équipe             | Temps         |
| 1er | Lance Armstrong    | États-Unis | US Postal Service  | DQ            |
| 2e | Jan Ullrich        | Allemagne  | Deutsche Telekom   | + 4 min 55 s  |
| 3e | Joseba Beloki      | Espagne    | Festina            | + 5 min 52 s  |
| 4e | Christophe Moreau  | France     | Festina            | + 6 min 53 s  |
| 5e | Manuel Beltrán     | Espagne    | Mapei-Quick Step   | + 7 min 25 s  |
| 6e | Richard Virenque   | France     | Polti              | + 8 min 28 s  |
| 7e | Roberto Heras      | Espagne    | Kelme-Costa Blanca | + 8 min 33 s  |
| 8e | Francisco Mancebo  | Espagne    | Banesto            | + 9 min 42 s  |
| 9e | Javier Otxoa       | Espagne    | Kelme-Costa Blanca | + 9 min 46 s  |
| 10e | Peter Luttenberger | Autriche   | ONCE-Deutsche Bank | + 10 min 01 s |

## Classements annexes
| Classement par points | Classement par points | Classement par points | Classement par points   | Classement par points |
| Coureur               | Coureur               | Pays                  | Équipe                  | Points                |
| --------------------- | --------------------- | --------------------- | ----------------------- | --------------------- |
| 1er                   | Erik Zabel            | Allemagne             | Deutsche Telekom        | 195 pts               |
| 2e                    | Romāns Vainšteins     | Lettonie              | Vini Caldirola-Sidermec | 102 pts               |
| 3e                    | Erik Dekker           | Pays-Bas              | Rabobank                | 101 pts               |
| 4e                    | Emmanuel Magnien      | France                | La Française des jeux   | 86 pts                |
| 5e                    | Stefano Zanini        | Italie                | Mapei-Quick Step        | 81 pts                |

| Classement par points | Classement par points | Classement par points | Classement par points   | Classement par points |
| Coureur               | Coureur               | Pays                  | Équipe                  | Points                |
| --------------------- | --------------------- | --------------------- | ----------------------- | --------------------- |
| 1er                   | Erik Zabel            | Allemagne             | Deutsche Telekom        | 195 pts               |
| 2e                    | Romāns Vainšteins     | Lettonie              | Vini Caldirola-Sidermec | 102 pts               |
| 3e                    | Erik Dekker           | Pays-Bas              | Rabobank                | 101 pts               |
| 4e                    | Emmanuel Magnien      | France                | La Française des jeux   | 86 pts                |
| 5e                    | Stefano Zanini        | Italie                | Mapei-Quick Step        | 81 pts                |

| Classement de la montagne | Classement de la montagne | Classement de la montagne | Classement de la montagne       | Classement de la montagne |
| Coureur                   | Coureur                   | Pays                      | Équipe                          | Points                    |
| ------------------------- | ------------------------- | ------------------------- | ------------------------------- | ------------------------- |
| 1er                       | Javier Otxoa              | Espagne                   | Kelme-Costa Blanca              | 153 pts                   |
| 2e                        | Santiago Botero           | Colombie                  | Kelme-Costa Blanca              | 151 pts                   |
| 3e                        | Nico Mattan               | Belgique                  | Cofidis-Le Crédit par Téléphone | 138 pts                   |
| 4e                        | Richard Virenque          | France                    | Polti                           | 89 pts                    |
| 5e                        | Francisco Mancebo         | Espagne                   | Banesto                         | 70 pts                    |

| Classement de la montagne | Classement de la montagne | Classement de la montagne | Classement de la montagne       | Classement de la montagne |
| Coureur                   | Coureur                   | Pays                      | Équipe                          | Points                    |
| ------------------------- | ------------------------- | ------------------------- | ------------------------------- | ------------------------- |
| 1er                       | Javier Otxoa              | Espagne                   | Kelme-Costa Blanca              | 153 pts                   |
| 2e                        | Santiago Botero           | Colombie                  | Kelme-Costa Blanca              | 151 pts                   |
| 3e                        | Nico Mattan               | Belgique                  | Cofidis-Le Crédit par Téléphone | 138 pts                   |
| 4e                        | Richard Virenque          | France                    | Polti                           | 89 pts                    |
| 5e                        | Francisco Mancebo         | Espagne                   | Banesto                         | 70 pts                    |

| Classement du meilleur jeune | Classement du meilleur jeune | Classement du meilleur jeune | Classement du meilleur jeune    | Classement du meilleur jeune |
| Coureur                      | Coureur                      | Pays                         | Équipe                          | Temps                        |
| ---------------------------- | ---------------------------- | ---------------------------- | ------------------------------- | ---------------------------- |
| 1er                          | Francisco Mancebo            | Espagne                      | Banesto                         | 49 h 00 min 03 s             |
| 2e                           | David Cañada                 | Espagne                      | ONCE-Deutsche Bank              | + 11 min 44 s                |
| 3e                           | Grischa Niermann             | Allemagne                    | Rabobank                        | + 13 min 20 s                |
| 4e                           | Guido Trenti                 | Italie                       | Cantina Tollo-Regain            | + 16 min 45 s                |
| 5e                           | David Millar                 | Royaume-Uni                  | Cofidis-Le Crédit par Téléphone | + 19 min 55 s                |

| Classement du meilleur jeune | Classement du meilleur jeune | Classement du meilleur jeune | Classement du meilleur jeune    | Classement du meilleur jeune |
| Coureur                      | Coureur                      | Pays                         | Équipe                          | Temps                        |
| ---------------------------- | ---------------------------- | ---------------------------- | ------------------------------- | ---------------------------- |
| 1er                          | Francisco Mancebo            | Espagne                      | Banesto                         | 49 h 00 min 03 s             |
| 2e                           | David Cañada                 | Espagne                      | ONCE-Deutsche Bank              | + 11 min 44 s                |
| 3e                           | Grischa Niermann             | Allemagne                    | Rabobank                        | + 13 min 20 s                |
| 4e                           | Guido Trenti                 | Italie                       | Cantina Tollo-Regain            | + 16 min 45 s                |
| 5e                           | David Millar                 | Royaume-Uni                  | Cofidis-Le Crédit par Téléphone | + 19 min 55 s                |

| Classement par équipes | Classement par équipes | Classement par équipes | Classement par équipes |
| Équipe                 | Équipe                 | Pays                   | Temps                  |
| ---------------------- | ---------------------- | ---------------------- | ---------------------- |
| 1re                    | Banesto                | Espagne                | 146 h 48 min 11 s      |
| 2e                     | Rabobank               | Pays-Bas               | + 1 min 34 s           |
| 3e                     | Kelme-Costa Blanca     | Espagne                | + 2 min 52 s           |
| 4e                     | Festina                | France                 | + 2 min 59 s           |
| 5e                     | ONCE-Deutsche Bank     | Espagne                | + 13 min 59 s          |

| Classement par équipes | Classement par équipes | Classement par équipes | Classement par équipes |
| Équipe                 | Équipe                 | Pays                   | Temps                  |
| ---------------------- | ---------------------- | ---------------------- | ---------------------- |
| 1re                    | Banesto                | Espagne                | 146 h 48 min 11 s      |
| 2e                     | Rabobank               | Pays-Bas               | + 1 min 34 s           |
| 3e                     | Kelme-Costa Blanca     | Espagne                | + 2 min 52 s           |
| 4e                     | Festina                | France                 | + 2 min 59 s           |
| 5e                     | ONCE-Deutsche Bank     | Espagne                | + 13 min 59 s          |